# Per qualche dollaro in più
Per qualche dollaro in più (bra Por uns Dólares a Mais; prt Por Mais Alguns Dólares; em alemão:  Für ein paar Dollar mehr; em castelhano:  La muerte tenía un precio e Por unos dólares más) é um filme ítalo-hispano-alemão de 1965, dos gêneros ação, drama, faroeste e suspense, dirigido por Sergio Leone.
Lançado nos Estados Unidos em 1967, o filme é a segunda parte da chamada Trilogia dos Dólares do diretor Leone. Clint Eastwood é o protagonista deste e dos outros filmes, sempre interpretando um Pistoleiro sem nome, papel que o celebrizou no início de sua carreira.

## Sinopse
Ambientado no Novo México e Texas, o filme trata de dois caçadores de recompensas, Manco e Mortimer, que acabam por disputar a mesma recompensa: El Indio. Este foi resgatado da prisão, cuja captura foi fixada em dez mil dólares — vivo ou morto, e planeja assaltar o banco de El Paso. Apesar da rivalidade, os caçadores decidem unir forças e se infiltrar no bando de El Indio para conseguirem seu intento.

## Elenco
- Clint Eastwood — Manco
- Lee Van Cleef — Coronel Douglas Mortimer
- Gian Maria Volonté — El Indio
- Klaus Kinski — Wild
- Mario Brega — Niño
- Luigi Pistilli — Groggy
- Panos Papadopulos — Sancho Perez
- Benito Stefanelli — Luke
- Aldo Sambrell — Cuccillo
- Joseph Egger — velho profeta
- Roberto Camardiel — funcionário da estação
- Mara Krup — Mary
- Luis Rodriguez — membro do bando de El Índio
- Tomas Blanco — xerife de Tucumcari
- Lorenzo Robledo — traidor de El Indio
- Sergio Mendizabal — gerente do banco de Tucumcari
- Carlo Simi  —  gerente do banco de El Paso
- Dante Maggio — prisioneiro/carpinteiro
- Diana Rabito — mulher na banheira
- Giovanni Tarallo — telegrafista
- Mario Meniconi — condutor de trem
- Werner Abrolat — Slim
- José Terrón — Guy Calloway
- José Marco — 'Baby' Red Cavanaugh

## Produção
O filme foi feito na região desértica de Almeria, Espanha, cujos cenários ainda existem e tornaram-se uma atração turística, e os interiores nos estúdios da Cinecittà em Roma. 

## Blu-ray
A versão em blu-ray foi lançada em agosto de 2011 pela MGM.